# Brad Waldow
Brad Ernest Waldow (ur. 30 grudnia 1991 w Houston) – amerykański koszykarz, występujący na pozycji środkowego, obecnie zawodnik zespołu Fighting Eagles Toyotsu Nagoya.
W sezonie 2019-20 strzelec ligi B2 zajął 7. miejsce (21,1 / mecz), odbił 7. miejsce (10,4 części / mecz), strzał z bloku 10 (0,7 części / mecz).
14 września 2017 został zawodnikiem PGE Turowa Zgorzelec. 31 lipca 2018 dołączył do francuskiego Caen Basket Calvados, występującego w lidze Pro B (II liga francuska). 5 grudnia podpisał umowę z japońskim Nishinomiya Storks. 30 czerwca 2020 podpisał umowę z japońskim Fighting Eagles Toyotsu Nagoya.

## Osiągnięcia
Stan na 8 lipca 2020, na podstawie, o ile nie zaznaczono inaczej.
NCAA
- Uczestnik turnieju NCAA (2012, 2013)
- Mistrz:
  - turnieju konferencji West Coast (WCC – 2012)
  - sezonu regularnego WCC (2012)
- Zaliczony do
  - I składu:
    - WCC (2014, 2015)
    - turnieju:
      - WCC (2013)
      - Las Vegas Classic (2012)

    - pierwszoroczniaków WCC (2012)
- Uczestnik:
  - meczu gwiazd Reese's College All-Star Game (2015)
  - Portsmouth Invitational (2015)
- Lider WCC w[7]:
  - skuteczności rzutów:
    - z gry (2015)
    - za 2 punkty (2015)

  - średniej zbiórek (2015)

Drużynowe
- Finalista pucharu Belgii (2016)
- Uczestnik rozgrywek pucharu FIBA Europe Cup (2015/16)